# Робърт от Глостър
Робърт от Глостър (ок.1090 – 31 октомври 1147) е незаконен син на Хенри I и неизвестна по име дъщеря на буржоа от Кан, и брат на Мод, чиито войски предвожда в периода 1138 – 1147 г. по време на гражданската война в Англия. Предполага се, че е бил най-голямото от многобройните незаконородени деца на Хенри I. Признат е като син от баща си още при раждането си и е отгледан в кралския двор. Има славата на ерудиран мъж, което не е учудващо като се има предвид, че неговият баща е високо образован за времето си и е държал децата му също да получат подобаващо образование.
На 20 август 1119 г. Робърт участва в битката при Бремюл в Нормандия между Хенри I и Луи VI в качеството си на един от най-способните капитани на английския крал. Последният създава специално за него титлата „граф на Глостър“ през 1122 г. и му подарява обширни имения в Нормандия. През 1126 г. му е поверено да пази своя чичо Робърт II по време на затворничеството му в Бристол.
След смъртта на Хенри I през 1135 г. Робърт застава на страната на Етиен дьо Блоа, известен още като Стивън, и му се заклева във вярност. Няколко години по-късно обаче, през 1138 г., той е привлечен на страната на сестра си кралица Мод в разгорялата се гражданска война. През 1141 г. в битката при Линкълн успява да разгроми войската на Етиен и го пленява, но на 14 септември същата година в друга битка (тази при Уинчестър) той самият е заловен и хвърлен в тъмницата в Рочестър. На 1 ноември 1141 г. се осъществява размяната на пленниците и Робърт е освободен. Освободен е и Етиен дьо Блоа, който веднага възвръща позицията си на трона. Гражданската война се възобновява с пълна сила.
През 1142 г. Робърт се опитва да убеди съпруга на Мод, Жофроа д`Анжу Плантагенет, да се върне в Англия, за да ѝ окаже военна помощ. Жофроа по това време води военни действия в Нормандия и няма възможност да се отзове. Тогава Робърт остава във Франция, за да му окаже съдействие. Когато научава, че Мод е обсадена в Оксфорд, побързва да се върне в Англия на помощ, но Мод междувременно е успяла да избяга от обсадената крепост.
През 1144 г. един от собствените му синове, Филип, преминава на страната на Етиен дьо Блоа, което превръща баща и син в противници на бойното поле. Независимо от всичко, Робърт продължава борбата за каузата на Мод до самата си смърт на 31 октомври 1147 г., когато умира от треска в Бристол. Смъртта му е тежък удар за Мод като я лишава от най-предания ѝ съюзник, и няколко месеца по-късно тя окончателно се оттегля от битката за трона.
Освен като способен военачалник, Робърт от Глостър остава известен и като голям познавач на легендите за крал Артур и меценат на известни за времето си историци, един от които е Галфрид Монмутски, фокусирал трудовете си върху историята на Артур и пророчествата на Мерлин.